# Lei Jun
Lei Jun (chinois : 雷军), né le 16 décembre 1969 est un homme d'affaires chinois, principalement connu pour avoir fondé l'entreprise de fabrication de produits électroniques Xiaomi.
Le 15 octobre 2015, la fortune de Lei Jun est estimée à 14 milliards de dollars. Il occupe la 5e place des personnes les plus riches vivant en Chine selon une enquête annuelle et la 140e place de la personne la plus riche du monde, selon Forbes,,.
Il a été élu l'homme d'affaires de l'année 2014, selon le magazine Forbes Asia. Il a également fait la une de ce magazine pour l'occasion,.
Le 12 janvier 2015, Lei Jun a fait la une du magazine Fortune China, parlant de son parcours qui lui a valu d'être l'homme d'affaires de l'année 2014 par Forbes Asia.
Le 26 mars 2015, Forbes sort le classement des 50 meilleurs dirigeants d'entreprise du monde. Lei Jun figure dans ce classement à la 29e place, c'est la première fois qu'il figure dans un classement de Forbes ne jugeant pas à la fortune des personnalités.
Le 16 avril 2015, il figure dans le classement des 100 personnalités les plus influentes selon le magazine Time. Plusieurs catégories de personnalités ont été créées, Lei Jun figure dans la catégorie « Titans » des personnalités les plus influentes de la planète.
Le 14 octobre 2015, il gagne un Award dans la catégorie « Game Changer », pour avoir fait de Xiaomi, « le premier vendeur de smartphones en Chine, pour avoir changé le jeu de la communication en Chine et bien au-delà. ».
Le magazine Fortune sort son top 10 des plus grands hommes d'affaires de l'année 2015 dans le monde. Il se trouve que Lei Jun fait partie de ce classement et monte directement à la 7e position.

## Biographie
Lei Jun naît le 16 décembre 1969 à Xiantao, Hubei, en Chine[source insuffisante].
En 1987, Lei est diplômé de Mianyang Middle School et commence à fréquenter l'université de Wuhan, où il est titulaire d'un baccalauréat universitaire en Sciences de l'ingénieur[source insuffisante].
Le 20 décembre 2007, Lei démissionne de son poste de président et chef de la direction de Kingsoft[source insuffisante].
Le 16 décembre 2008, Lei devient président de UCWeb[source insuffisante].
Le 6 avril 2010, Lei Jun fonde Xiaomi.
Le 29 août 2011, Lei devient directeur exécutif de Kingsoft,.